# Dekanat Francji południowo-wschodniej
Dekanat Francji południowo-wschodniej – jeden z 13 dekanatów Arcybiskupstwa Zachodnioeuropejskich Parafii Tradycji Rosyjskiej Patriarchatu Moskiewskiego. Dziekanem jest ks. Jean Gueit.

## Parafie
W skład dekanatu wchodzą 4 parafie:
- Parafia św. Michała Archanioła w Cannes
- Parafia św. Hermogena w Marsylii
- Parafia św. Heleny i Świętego Krzyża w Montpellier
- Parafia Zmartwychwstania Pańskiego w Tulonie

Na terenie dekanatu znajduje się też męski skit św. Jana w Digne-les-Bains.